# Саласпилсский край
Са́ласпилсский край (латыш. Salaspils novads) — административно-территориальная единица в центральной части Латвии, в историко-культурной области Видземе. Край состоит из Саласпилсской волости и города Саласпилс, который является административным центром края.
Граничит с Кекавским, Ропажским и Огрским краями. Площадь Саласпилсского края — 127 км².
Саласпилсский край является членом Ассоциации самоуправлений Риги и Рижского региона «Рижская метрополия».

## История
23 ноября 2005 года Кабинет Министров Латвии принял решение о создании Саласпилсского края. Край был образован в составе города Саласпилса и Саласпилсской сельской территории. В 2010 году Саласпилсская сельская территория была переименована в Саласпилсскую волость.

## Население
На 1 января 2022 года население края составляло 23 148 человек.

### Национальный состав
Национальный состав населения края по состоянию на 2022 год:
| Национальность | Численность, чел. (2022) | %        |
| -------------- | ------------------------ | -------- |
| Латыши         | 11 591                   | 50,07 %  |
| Русские        | 7712                     | 33,32 %  |
| Белорусы       | 1011                     | 4,37 %   |
| Украинцы       | 670                      | 2,89%    |
| Поляки         | 416                      | 1,8 %    |
| Литовцы        | 225                      | 0,97 %   |
| Другие         | 1523                     | 6,58 %   |
| всего          | 23 148                   | 100,00 % |

## Территориальное деление
- город Саласпилс (латыш. Salaspils pilsēta)
- Саласпилсская волость (латыш. Salaspils pagasts)